# Bandungan (Pakong)
Bandungan is een bestuurslaag in het regentschap Pamekasan van de provincie Oost-Java, Indonesië. Bandungan telt 2404 inwoners (volkstelling 2010).